# Гончарук Володимир Євтихійович
Володимир Євтихійович (Євтихієвич) Гончару́к (нар. 19 червня 1947, село Плотбіно Тасеєвського району Красноярського краю, тепер Російська Федерація — 19 грудня 2017, місто Львів) — український науковець, доцент кафедри цивільної безпеки Інституту екології, природоохоронної діяльності та туризму імені В'ячеслава Чорновола Національного університету «Львівська політехніка». Кандидат фізико-математичних наук, старший науковий співробітник (1982), доцент. Секретар Львівського обкому КПУ (в 1988—1991 роках). Депутат Львівської обласної ради народних депутатів.

## Біографія
У 1971 році закінчив Львівський державний університет імені Івана Франка, здобув спеціальності «фізик, викладач фізики». З 1971 по 1972 рік навчався в аспірантурі при кафедрі фізики напівпровідників Львівського державного університету імені Івана Франка.
У 1973—1982 роках — інженер НДС, молодший, старший науковий співробітник проблемної науково-дослідної лабораторії росту та дослідження фізичних властивостей кристалів Львівського державного університету імені Івана Франка. Член КПРС.
У 1979 році захистив кандидатську дисертацію на тему «Вивчення природи центрів люмінесценції в кристалах АІІВ2VII з шаруватою структурою» за спеціальністю «фізика твердого тіла».
З 1982 року — на відповідальній роботі в апараті Львівського обласного комітету КПУ. До 22 листопада 1986 року — заступник завідувача відділу науки і навчальних закладів Львівського обласного комітету КПУ.
З 22 листопада 1986 по 23 квітня 1988 року — завідувач відділу науки і навчальних закладів Львівського обласного комітету КПУ.
23 квітня 1988 — серпень 1991 року — секретар Львівського обласного комітету КПУ з питань ідеології.
У 1991—1993 роках — провідний інженер Фізико-механічного Інституту НАН України.
У 1993—2002 роках — заступник директора з наукової роботи Науково-дослідного центру аерокосмічної інформації та екологічного моніторингу при Інституті кібернетики імені Глушкова НАН України (Національного космічного агентства України). Був керівником дослідно-конструкторських розробок та науково-дослідних тем в тому числі на замовлення Міністерства надзвичайних ситуацій України.
З 2002 року — доцент кафедри техногенно-екологічної безпеки (потім — цивільної безпеки) Інституту екології, природоохоронної діяльності та туризму імені В'ячеслава Чорновола Національного університету «Львівська політехніка». Був відповідальним виконавцем наукового Проекту Державного фонду фундаментальних досліджень.
У 2007 — березні 2016 року — член Науково-методичної комісії з цивільної безпеки МОН України, брав участь у підготовці нових стандартів освіти.
Член Громадської науково-методичної Ради з напрямку «Цивільна безпека», член Президії Львівського обласного товариства охорони природи.
Наукові інтереси: моніторинг, моделювання та прогнозування в екологічній безпеці, стійкості функціонування об'єктів; фізико-математичне моделювання поширення забруднень у довкіллі; дослідження фізичних властивостей шаруватих структур, зокрема широкозонних шаруватих кристалів.
Автор понад 150 наукових робіт, в тому числі 4 монографій, 4 навчальних посібників, 5 статей у журналах, які входять до наукометричної бази даних Scopus, 42 статті у фахових виданнях, 64 праці у науково-технічних журналах та збірниках матеріалів міжнародних наукових конференцій і 16 науково-методичних розробок.
Похований у Львові, на Янівському цвинтарі.

## Нагороди та відзнаки
- орден «Знак Пошани» (8.12.1973)
- медаль Сенату університету Марії Кюрі-Склодовської (Польща, 1976)
- нагрудна відзнака Львівської обласної адміністрації «Україна. Демократія. Свобода» (№ 137, розпорядження Голови Львівської обласної державної адміністрації, Голови Львівської обласної ради № 461 від 22.05.2000)
- диплом «Join Assistance» (Спільна допомога, 2005)
- грамота Львівської обласної ради (9.04.2010)